# الصحيفة العلوية

صورة لغلاف الکتاب

الصحيفة العلوية بشكل عام هي مجموعة من الأدعية والخطب والأحراز والاستغفار والعوذات لعلي بن أبي طالب كان يتلوها في أوقاتها وأماكنها المخصصة ثم بادر جمع من العلماء لجمع هذا التراث الذي خلفه أمير المؤمنين للمؤمنين وأصحاب التوجه الصادق نحو الله في كتب مستقلة تحتوي على هذه المضامين.
ومن جملة ما كتب بهذا العنوان "الصحيفة العلوية والتحفة المرتضوية" التي اعتنى بجمعها الشيخ عبد الله بن صالح بن عبد الله البحراني السماهيجي" المتوفى في 9 جمادى الثاني 1135هـ. وحيث أن هذا الشيخ لم يقم بجمع شامل ولم يذكر أسانيد الأدعية مما دعا الشيخ "حسين بن محمد تقي النووي الطبري" أن يجمع ما لم يجمعه الشيخ "عبد الله بن صالح السماهيجي" من الكتب المعتبرة مع ذكر أسانيدها أو المصادر التي أخذ منها ليكون هذا الجمع مُكمِلاً لجمع الشيخ "عبد الله بن صالح السماهيجي" وقد أُطلق على جمعه اسم الصحيفة العلوية الثانية. والصحيفة العلوية الثانية للشيخ "النوري ميرزا حسين بن ميرزا علي حمد الطبرستاني" المتوفى 1320هـ تشتمل على 103 أدعية من أدعية جعلها تكملة واستدراكاً للصحيفة الأولى.
وقد ذكر النوري في مقدمة هذه الصحيفة أنه قد قام بهذا الجمع نظراً لرغبة الحاج «محمد أحمد حسن مجتهد شيرازي». وبالنظر لما في هذه الصحيفة من كم من الأدعية فقد اعتنى بإعادة تحقيقها وبتوزيع ما فيها من أدعية وخطب وأحرز على خمسة أبواب حملت العناوين التالية: الباب الأول: في أدعية التوحيد والمناجاة والتمجيد والإقرار بالعبودية. الباب الثاني: في أدعية الغداة والفجر وطلوع الشمس والليل، الباب الثالث: في أدعية الصلاة، الباب الرابع: في أدعية طلب حاجات الناس والآخرة، الباب الخامس في دعوات مختارة.
وبعد هذه الأبواب تم وضع ملحق شمل أسانيد الأدعية وقصص الأدبية وقصص الأدعية إن وجدت، وذلك بعد الإشارة إلى المصادر التي أخذ منها كل دعاء.